# Sigmund Kvaløy Setreng

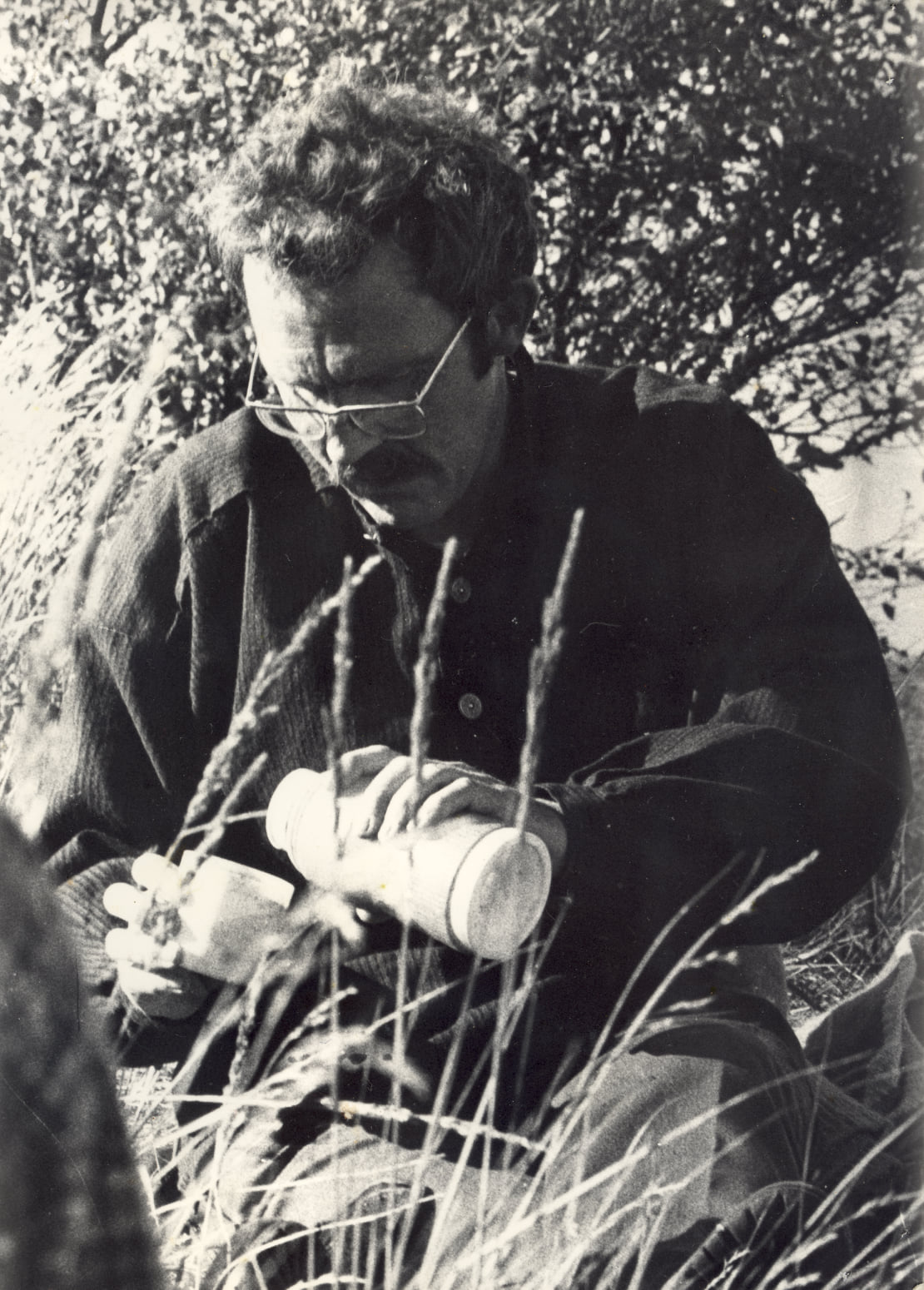
Kvaløy Setreng cirka 1976.

Sigmund Kvaløy Setreng (även Sætereng), född 20 september 1934, död 27 maj 2014, var en norsk filosof, skribent och bonde. Han arbetade mycket med och utvecklade sin egen omfattande ekofilosofi.
Kvaløy Setreng blev magister i filosofi 1966, och han var inspirerad av Arne Næss i tänkandet kring ekofilosofin. Han besökte Nepal många gånger och studerade framför allt Sherpafolket.
Han deltog i Mardølaaktionen 1970, Altaaktionen 1980, och var engagerad i Nei til EU (den norska motsvarigheten till svenska Nej till EU). Han arbetade vid NTNU (Norges teknisk-naturvitenskapelige universitet) i Trondheim, blev nominerad till Nordiska Rådets natur- och miljöpris, och var norsk statsstipendiat sedan 1999. Han ägde och drev en gård i Budalen, Midtre Gauldal.
Kvaløy Setreng var även jazzmusiker och tecknare. Han illustrerade själv sina texter, vilket hans bok "Mangfold og Tid" (Tapir Akademisk Forlag, 2004) är ett exempel på.